# Serpil Pak
Serpil Pak (* 1963 oder 1964; †  26. Januar 2021 in Berlin) war eine deutsch-türkische Schauspielerin und Kabarettistin.

## Leben
Zusammen mit Nursel Köse gründete sie 1992 in Münster das „Putzfrauenkabarett“ Die Bodenkosmetikerinnen, das in den ersten acht Jahren drei verschiedene Programme deutschlandweit auf die Bühne brachte. Das vierte Kabarettstück der Gruppe, die inzwischen in Berlin wirkte, Arabesk (2004), wurde vom Hauptstadtkulturfonds gefördert.
Unter zahlreichen Projekten neben denen ihrer Kabarettgruppe waren auch Soloprogramme, Auftritte als Rapperin sowie das von ihr konzipierte und zugleich moderierte DX-Kochstudio im Hebbel am Ufer und die von der Kulturstiftung des Bundes geförderte Produktion Dolmus Express (beide 2006).
Daneben war Pak als Hörspielsprecherin (Die Ameisenfrau, 1997) und Schauspielerin in diversen Produktionen tätig.
In ihrem Brotberuf war Pak diplomierte Psychologin. Pak wohnte als offen lesbisch geoutete Kabarettistin in Berlin. Am 26. Januar 2021 starb Pak in Berlin.